# Gerbépal
Gerbépal é uma comuna francesa na região administrativa do Grande Leste, no departamento de Vosges. Estende-se por uma área de 19.18 km². Em 2010 a comuna tinha 607 habitantes (densidade: 31,6 hab./km²).